# Big Crunch
În cosmologie, prin Big Crunch, Marea implozie sau Marele colaps se înțelege unul din posibilele scenarii ale ultimei faze ale evoluției Universului, în care metrica de expansiune devine reversibilă, iar la sfârșit („sfârșitul lumii”) universul colapsează total, transformându-se într-o singularitate de tipul unei găuri negre.

## Prezentare generală

O prezentare animată generală a ipotezei
Big Crunch

Presupunând cu Universul este finit în dimensiuni fizice și că principiul cosmologic (a nu se confunda cu constanta cosmologică) nu se aplică, atunci viteza sa de expansiune nu va fi mai mare decât viteza de scăpare, respectiv atracția mutuală a materiei sale componente va determina în final o contractare a sa.

## Vezi și

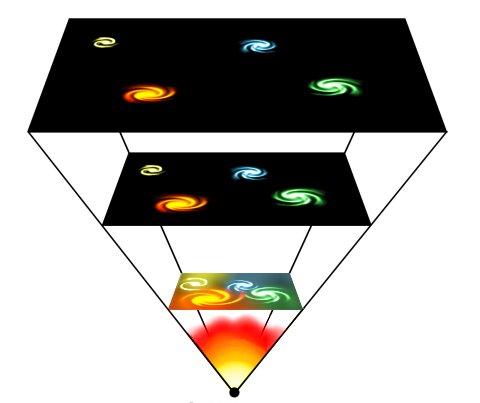
Un model static posibil al fenomenului
Big Crunch